# Függetlenek Technikai Csoportja (1999–2001)
A Függetlenek Technikai Csoportja (angolul: Technical Group of Independents (GTI), franciául: Groupe technique des indépendants) egy heterogén politikai csoport volt az Európai Parlamentben 1999 és 2001 között. Abból a célból került létrehozásra, hogy öt éven át vizsgálják meg, hogy a vegyes csoportok összeegyeztethetők-e a Parlamenti munkával. Az Európai Elsőfokú Bírósághoz (jelenleg: Törvényszék) és az Európai Bírósághoz benyújtott többszöri fellebbezés után végül a kérdés megválaszolásra került: a nyíltan heterogén csoportok létrehozását nem engedélyezik az Európai Parlamentben. 

## Története
A Függetlenek Technikai Csoportja 18 képviselővel 1999. július 1-jén alakult az európai parlamenti választást követően. A csoport nem sokáig létezett, mivel 1999. szeptember 14-én már a csoport feloszlatásról döntöttek. Az ügy meghallgatása után az Európai Parlament Alkotmányügyi Bizottsága megállapította, hogy a képviselőcsoport nem tartotta be az Európai Parlament eljárási szabályzatának a csoportok létrehozására vonatkozó rendelkezéseit, különösen abban a tekintetben, amelyben a minimális politikai nézet megléte elvárás az egyes csoportok tagjai között. Az Országgyűlés 412 igen szavazattal, 56 nem szavazattal, 36 tartózkodás mellett elfogadta a Bizottság következtetéseit, és elrendelte a GTI feloszlatását. 
A Parlament határozata ellen két fellebbezést nyújtottak be az Elsőfokú Bírósághoz : az elsőt érdemben, a másodikban pedig a vitatott rendelkezés elővigyázatossági felfüggesztését kérték. A Bíróság 1999. november 25-én elrendelte a rendelkezés felfüggesztését, lehetővé téve ezzel a csoport újjáalakítását, amelyre ténylegesen december 1-jén került sor.
Az Elsőfokú Bíróság azonban 2001. október 2-án érdemben elutasította a GTI tagjai által előterjesztett fellebbezést, amelyet a következő tárgyalás napján,  október 4-én ismét feloszlatott. A határozat ellen fellebbezést nyújtottak be a Bírósághoz, de azt véglegesen elutasították.

## Tagok

### 5. Európai Parlament (1999–2001)
| Ország        | Párt                               | Ideológia                                                            | Képviselők száma |
| ------------- | ---------------------------------- | -------------------------------------------------------------------- | ---------------- |
| Belgium       | Flamand Blokk                      | flamand nacionalizmus                                                | 2 / 25           |
| Franciaország | Nemzeti Front                      | euroszkepticizmus                                                    | 5 / 87           |
| Olaszország   | Bonino Lista                       | liberalizmus libertarianizmus                                        | 7 / 87           |
| Olaszország   | Északi Liga                        | regionalizmus konzervativizmus populizmus euroszkepticizmus          | 3 / 87           |
| Olaszország   | Háromszínű Láng Szociális Mozgalom | neofasizmus ultranacionalizmus olasz nacionalizmus euroszkepticizmus | 1 / 87           |
| Európai Unió  | Összesen                           | Összesen                                                             | 18 / 626         |